# بابوية كاثوليكية
البابا (باللاتينية: papa) و(باليونانية: πάππας pappas)، هي كلمة تعني أب وتستخدم للدلالة على المحبة. البابا هو أسقف روما ورأس الكنيسة الكاثوليكية ووفق العقائد الكاثوليكية خليفة القديس بطرس وله سلطة إدارية وتعليمية على الكنيسة الجامعة، وهو معصوم في حالة نادرة، عندما يعلن أنه يشرح العقيدة انطلاقًا من كرسي القديس بطرس.
يرأس البابا الكرسي الرسولي (باللاتينية: Sancta Sedes) نظرًا لكونه خليفة القديس بطرس، والذي يشكل الهيئة العليا لإدارة الكنيسة الكاثوليكية؛ وهو أيضًا رأس دولة الفاتيكان. كان للبابا في السابق دولة تعرف باسم الولايات البابوية، غير أن توحيد إيطاليا قد أدى لإنهائها، وأدت إلى نشوء دولة الفاتيكان عام 1929 بمثابة رمز لاستقلال الكرسي الرسولي عن أي سلطة سياسية في العالم. كان من نتائج التخلي عن الإدارة المدنية، حصر الاهتمام البابوي بأمور الدين والقضايا المتصلة به كالأخلاق. أما لقب البابا، فقد نشأ في الإسكندرية ونعت به أساقفتها، بكل الأحوال فإن التماثل باللفظ لا يشير إلى تماثل في نطاق الوظيفة، أو شرح المهام، على سبيل المثال فإن ولاية بابا الإسكندرية مكانية في مصر وجوارها أما ولاية الحبر الروماني فهي عالمية. وساهمت البابوية في العصور القديمة على انتشار المسيحية وحسم الخلافات المذهبية والسياسية على حد سواء.
بحسب التقاليد الكاثوليكية تأسس الكرسي الأسقفي لروما على يد بطرس وبولس الطرسوسي في القرن الأول. البابوية هي واحدة من المؤسسات الأكثر ديمومة في العالم وكان لها دور بارز في تاريخ البشرية الحديث. حيث في العصور القديمة ساعد الباباوات في نشر المسيحية، وتدخلوا لإيجاد حلول في مختلف الخلافات العقائدية. وفي العصور الوسطى، لعبت البابوية دوراً ذا أهمية علمانية في أوروبا الغربية، وغالباً ما كانوا يتصرفون كمحكمين بين الملوك المسيحيين، ولعبت دور الوسيط بين الممالك المختلفة في أوروبا، ودعمت العلوم والفنون والفلسفات خلال مرحلة عصر النهضة والنهضة البابوية ومولت الكثير من المشاريع الاستكشافية والعلمية إلى جانب الفنية. في الوقت الراهن، تنشط مؤسسة البابوية إلى جانب إدارة الكنيسة وحفظ وحدتها في الحوار المسكوني، والحوار بين الأديان، والعمل الخيري وترسيخ العدالة الاجتماعية، والدفاع عن حقوق الإنسان.
في بعض فترات التاريخ، اكتسب البابوية، والتي لم يكن لها في الأصل أي قوى زمنية، قوى علمانية واسعة تنافس قوى الحكام الزمنيين. ومع ذلك، في القرون الأخيرة، تراجعت سلطة البابوية السياسية وأصبح الكرسي الرسولي يركز الآن بشكل شبه حصري على المسائل الدينية. ومع ذلك، يعتبر البابا أحد أقوى الأشخاص في العالم بسبب تأثيره الدبلوماسي والثقافي والروحي الشامل على 1.3 مليار كاثوليكي، ولأنه يرأس أكبر منظمة غير حكومية في العالم تقدم خدمات في مجال التعليم والرعاية الصحية، وتضم شبكة واسعة من الجمعيات الخيرية.

## في الكتاب المقدس

### أوليّة بطرس
| بابوية كاثوليكية                         | أنت صخر، وعلى هذا الصخر سأبني كنيستي وأبواب الجحيم لن تقوى عليها. | بابوية كاثوليكية |
| — يسوع مخاطبًا بطرس، في إنجيل متى 16: 18. |                                                                   |                  |

تشكل قضية أوليّة بطرس والسلطة الممنوحة له من قبل يسوع وتقدّمه على سائر التلاميذ الاثني عشر بناءً أساسيًا في الكنيسة الكاثوليكية والصرح البابوي. تستند الكنيسة الكاثوليكية في رؤيتها هذه إلى بطرس من عدة مواقف ومقاطع كتابيّة من الإنجيل وسفر أعمال الرسل. فبداية من المعروف أن يسوع اختار التلاميذ الإثني عشر من بين حلقة أوسع كانت تتبعه، وكان من بين الإثني عشر حلقة أضيق من التلاميذ المقربين تشمل بطرس ويوحنا بن زبدي وأخاه يعقوب، وتتعدد المواضع التي يذكر فيها انفراد المسيح مع هؤلاء الثلاثة كما حصل في التجلّي على الجبل «حين شاهدوا مجده»، وهم وحدهم من سُمح لهم بالدخول إلى بيت يائير عند إقامة ابنته من الموت، وهم وحدهم رافقوه لدى صلاته الأخيرة في بستان الجثمانية، وكذلك في مواضع أخرى من الإنجيل. وفي كل مرّة يحرص الإنجيليون سيّما في الأناجيل الإزائية على ذكر اسم بطرس قبل زميليه.
الأمر ذاته ينسحب على قوائم أسماء الرسل، وهي أربع قوائم في الأناجيل الإزائية وسفر أعمال الرسل، وبينما تختلف في ترتيب أسماء الرسل ضمن القوائم فجميعها متفق على وضع اسم بطرس في الرأس، ويشير إنجيل متى صراحة إلى هذه الأوليّة: «هذه أسماء الإثني عشر رسولاً: الأول سمعان المدعو بطرس».متى 10/2] بل إن الإنجيل يسمّي أحيانً الرسل «بطرس ومن معه» كما في مرقس 1/36 ولوقا 8/45 أو «بطرس ورفيقاه» كما في لوقا 9: 32، ويلاحظ في مواضع عديدة أن بطرس هو الذي يأخذ المبادرة في معظم الأحيان وينطق باسم الآخرين كما في متى 19/16 ومرقس 8/32 ومتى 15/15 ومرقس 11/21 ومرقس 14/29؛ كما أن يسوع قد حباه حسب الرواية الإنجيلية ببعض الأمور الخاصة، كالإيعاز إليه الذهاب مع يوحنا لإعداد عشاء الفصح، ومواضع أخرى أمثال يوحنا 6/67. حتى بعد القيامة ظهر لبطرس بنوع خاص،لوقا 24/34] وهو ما يثبته بولس أيضًا: «تراءى لكيفا ثم للاثني عشر».1كور 15/5] وفي إنجيل يوحنا، فجر القيامة، يذكر أن «التلميذ الحبيب» أي يوحنا وصل إلى القبر قبل بطرس، ولم يدخل بل انتظر ريثما يصل بطرس. وفي ذلك حسب رأي الكنيسة الكاثوليكية إقرارًا بالتراتبية. إن هذا الموقف قد دفع اللاهوتي البروتستانتي أوسكار كولمان للقول:
«إن التقليد القديم الذي تستند إليه الأناجيل الإزائية لا يجهل البتّة أن بطرس كان يحتل مكانة رفيعة بين التلاميذ. وهذا الواضع الخاص، يثبته كل من لوقا ومرقس ومتى، ولا يمكن إنكاره أو الحد من أبعاده إلا بدافع حكم مسبق طائفي.»

### سلطة بطرس

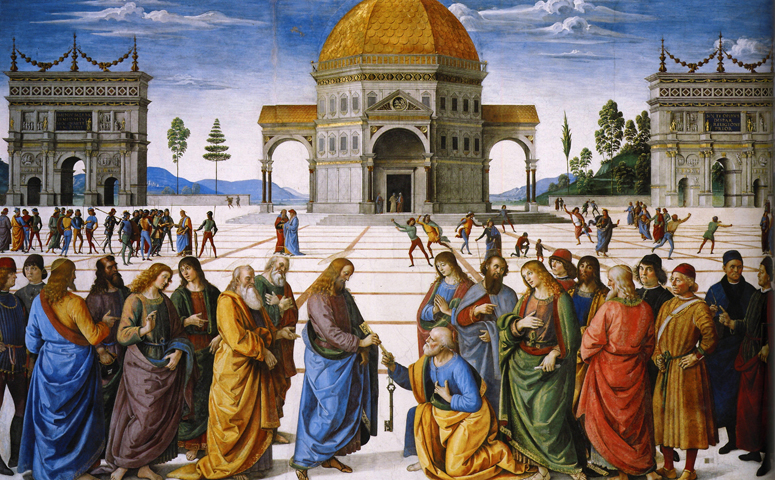
أيقونة تظهر تسليم مفاتيح الملكوت رمز السلطة للقديس بطرس كما هو وارد في الفصل السادس عشر من إنجيل متى؛ بريشة بورغينو 1482..

تستند الكنيسة الكاثوليكية على ثلاثة مواضع من الإنجيل لإثبات سلطة بطرس. الأول من إنجيل متى 16/17-19 فخلال تواجدهم في قيصرية فيلبس أعلن المسيح للتلاميذ أن سمعان بن يونا هو «صخر» والتي تعني في اللغة اليونانية «بطرس»، وأنه عليه سيبني الكنيسة، بل وأيضًا: «أعطيك مفاتيح ملكوت السموات، فكل ما تربطه على الأرض يكون مربوطًا في السماء؛ وكل ما تحلّه على الأرض يكون محلولاً في السماء».متى 16/19] يُعرف هذا النص من إنجيل متى في الكنيسة الكاثوليكية باسم «إنجيل الكنيسة»، ففيه يقول المطران حبيب باشا غدا بطرس رئيسًا لها وذو سلطة فعبارة «الحل والربط» القادمة من التراث اليهودي والتقليد الرّأبّي تعني التحريم والتحليل وبالتالي ملئ السلطة. تعتقد الكنيسة الكاثوليكية أن سلطة بطرس الممنوحة له بموجب هذا النص شبيهة بسلطة يوسف النبي والتي وهبها له فرعون، ويقول سفر التكوين بهذا الخصوص أن يوسف أصبح: «سيدًا لجميع أهل فرعون، وذو سلطان على جميع أرض مصر».تكوين 45/8] فتقدّم بطرس ليس تقدمًا شرفيًا أو فخريًا فقط بل هو معضود بسلطة ممنوحة لهم، رغم أن جميع الرسل بدورهم ذوي سلطة بشكل منفرد أو مجتمعين كما حصل عند انتخاب ميتا خلفًا ليهوذا الإسخريوطي فالسلطة الخاصة لبطرس، لا تعني سلطة مطلقة أو احتكاريّة. أما بما يخصّ ديمومة السلطة، أي انتقالها لخلفاء بطرس والرسل، فهو نابع من ضرورة استمرار الكنيسة واستمرار السلطة فيها، وإلا لزالت كل سلطة في الكنيسة بوفاة الرسل. يقول المطران حبيب باشا في هذا الخصوص: «إن سلطة الأساس المبني على صخر، توحي بالثبات والاستقرار والديمومة، لا بدّ للسلطة الكنيسة وسلطة بطرس من الاستمرار والبقاء، فتتخطى شخصه الزائل وتنتقل حكمًا إلى خلفائه كما سلطة سائر الرسل».
الموضع الثاني مقتبس من إنجيل لوقا، ففي ختام العشاء الأخير قال له يسوع: «سمعان، سمعان! هوذا الشيطان قد طلب مني بإلحاح أن يغربلكم كالحنطة وأنا صليّت لأجلك لكي لا يتزعزع إيمانك. وأنت متى عدت ثبت إيمان إخوتك».لوقا 22] فيما يخصّ سلطة بطرس ترى الكنيسة أن عبارة «متى عدت ثبّت إخوتك» تأكيدًا على السلطة الخاصة لبطرس في المواضيع الإيمانية، فهو بمثابة «الحارس لإيمان الرسل وإيمان الكنيسة». أما الجزء الأول المتعلق بعدم تزعزع الإيمان، قد أفضى إلى اجتراح عقيدة «عصمة البابا» في الشؤون الإيمانية عام 1871 خلال المجمع الفاتيكاني الأول، علمًا أن الكنيسة ترى أن بطرس كما البابا عرضة للزلل والخطأ المسلكي، فبطرس نفسه أنكر المسيح في تلك الليلة ثلاث مرّات غير أن ذلك لا ينجم حسب المطران باشا عن «ضعف في إيمانه، بل جبن وتخاذل؛ أما إيمانه الذي بقي سالمًا هو الذي حمله على التوبة».
الموضع الثالث من خاتمة إنجيل يوحنا، حين سأل يسوع بطرس ثلاث مرّات إن كان يحبّه، وهو ما رأى فيه آباء الكنيسة تكفيرًا عن المرّات الثلاث التي أنكره فيها. وفي كل مرّة كان يطلب يسوع منه «رعاية القطيع». ولما كان إنجيل يوحنا يسمي يسوع نفسه «الراعي»، وجدت الكنيسة الكاثوليكية في ذلك إشارة إلى تفويض هذه المهمة إلى أحد رسله لا ليحلّ محله بل لينوب عنه ويمثله. تستخدم الآية السابقة للإشارة إلى الديمومة أيضًا «فبطرس سيموت، لكن القطيع باقٍ؛ فلا بدّ من راعي يواصل مهمة بطرس، لذلك يجب أن تكون رعاية القطيع مستمرة ودائمة، فتنقل السلطة بعد وفاته إلى خلفاءه ما دام للكنيسة وجود على الأرض».

## السلطة البابوية

### ماهيتها ونطاقها
ماهية السلطة البابوية تقسم إلى ثلاث أقسام، سلطة أسقف على مدينة روما، والسلطة التي يتمتع بها بوصفه المتقدم إلى أساقفة الغرب، ومن ثم السلطة الخاصة به وحده على الكنيسة جمعاء؛ وهي بدورها تقسم إلى فرعين: السلطة الإدارية والسلطة التعليمية. لا يمارس البابا أيًا من سلطاته منفردًا، فأسقفية روما يوكلها بالنيابة إلى أسقف مساعد أو خور أسقف، والسلطة البابوية لا تتخذ فيها القرارات دون دراسة المجامع الرومانية أو ترشيحها أو تزكيتها من قبلها، وهي تقوم مقام «معاوني البابا» وغالبًا ما تستغرق الدراسة في القضايا الهامة عدة سنوات؛ وقبل أن تصدر عن البابا عينه، تكون تعرضت لنقاشات ومناشير سابقة من قبل المجامع كمجمع العقيدة والإيمان.
فيما يخصّ السلطة الإدارية على الكنيسة، فإن تعيين الأساقفة وإقالتهم وقبول استقالتهم، يعود للبابا بناءً على ترشيح مجمع الأساقفة؛ السلطة ذاتها تكمن في استحداث الأبرشيات أو إعادة تنظيمها، وكذلك الحال بالنسبة للرهبانيات والأديرة. للبابا أيضًا إيفاد الزائر الرسولي للكنائس المحلية والمدبر الرسولي الذي يكون ذي صلاحيات أسقفية استثنائية. لمديري الأبرشيات أي الأساقفة والرهبانيات أي الرؤساء العامين السلطة الأصلية عليها، غير أن للبابا التدخل في الأحوال الطارئة والاستثنائية فحسب.
للبابا السلطة الإدارية العليا على الفاتيكان، وتنظيم المجامع الرومانية وتعيين أعضائها، وتعيين الكرادلة، والدعوة لعقد المجامع المسكونية والرشق بالحرم الكنسي والحل من الخطايا المحفوظة وتوجيه البركية وهي سلطات أسقفية أيضًا. القرارات البابوية لا تلغ إلا بقرار بابوي أو قرار مجمع مسكوني، ويجب في جميع حالاتها أن تكون مكتوبة، فلا فاعلية قانونية في القرارات الشفوية أو التصاريح.
أما السلطة التعليمية فهي ذات شقين، الشق الأول يمثل بالرسائل العامة التي تنظم قضية معينة، مثلاً فإن معاداة السامية أدانها البابا بيوس الحادي عشر برسالة عامة وكذلك المذهب النازي، والتعليم الاجتماعي للكنيسة أساسه في الرسائل العامة منذ ليون الثالث عشر. للبابا أيضًا، توجيه رسائل خاصة بجماعة معينة أو لجميع الجنس البشري، مثل الرسائل السنوية التي يصدرها الباباوات منذ عهد بولس السادس في بداية العام «يوم السلام». أما الشق الثاني من السلطة التعليمية فهي ممثلة «بتحديد العقيدة»، وفي هذه الحالة يكون البابا معصومًا. تحديد العقيدة، هو توضيح وتفسير حقيقة أو مقطع من الكتاب المقدس، أو التقليد المتوارث عن الآباء. للأساقفة بدورهم سلطة تعليمية عليا إنما داخل أبرشياتهم، شرط أن لا تناقض التعليم المتعارف عليه، وكذلك في المجامع المسكونية، ولا يحقّ إلا في حالة مجمع مسكوني شرعي تحديد العقيدة ومن ثم التمتع بالعصمة. السلطة التعليمية للبابا أو للمجامع، ذات أهمية خاصة، لأنها ضامن «وحدة الإيمان»، والبابا لكونه «حامي الإيمان» عن طريق سلطته التعليمية «يصون معتقد الكنيسة ويوضحه» ولا يجوز للكاثوليك إنكاره، أما السلطة التعليمية في الرسائل العامة فيجوز ذلك جزئيًا، وغالبًا ما تشيخ الرسائل العامة بمرور الوقت واختلاف الظروف حسب مقتضيات العصر. للبابا أيضًا، إعلان قداسة أحد المؤمنين، بعد موافقة مجمع شؤون القديسين، إن ثبت بعد التحقيق، أن المطوّب، قد عاش حياته «ببطولة» في الإيمان والرجاء والمحبة، وأيدت الدعوى بمعجزة - غالبًا حالة شفاء - بشفاعته.

### تاريخها
تعتبر قضية السلطة التي يمارسها البابا في الكنيسة من الأمور الشائكة لعدم وجود تحديدات قانونيّة واضحة لحدودها. فعلى الرغم من أوليّة كرسي روما محفوظة منذ تاريخ الكنيسة المبكر ومنصوص عنه في كتابات عدد من آباء الكنيسة وبعض المجامع المسكونية سيمّا مجمع خلقيدونية إلا أنها لم تمارس كما هي عليه اليوم. وأثّر الانشقاق العظيم في القرن الثاني عشر بنمو البابوية بعيدًا عن لاهوت الكنيسة الجامعة، تمثّل ذلك برسالتين عامتين صدرتا خلال القرون الوسطى هما «قرارات البابا» والثانية «واحدة، مقدسة» وكلتاهما عززتا الرؤية المركزية للكنيسة ووقرتا من شخص البابا بتشريفات جديدة، غير أنها لن تبلغ مستواها الفعلي قبل المجمع الفاتيكاني الأول عام 1870 حين استخدمت لأول مرة مصطلحات أمثال «سلطة البابا العادية والمباشرة في الكنيسة» و«عصمة البابا في القضايا الإيمانية» عندما يتكلّم من «السدّة البطرسية»، فمن خلال دستور «الراعي الأزلي» الذي أصدره المجمع تم تعزيز السلطة المركزيّة للبابا بشكل كبير، حتى كما قال أحد النقاد أصبح البابا هو أسقف روما كما هو أسقف لندن أو باريس. وعلى الرغم من ميل دستور «نور الأمم» الصادر عن المجمع الفاتيكاني الثاني إلى تعزيز السلطة الجماعيّة ودور الكنائس المحليّة إلا أنه لم يلغ المركزيّة وأولية السلطة البابوية المطلقة بل أعاد تفسيرها بشكل ملّطف. وتعتبر هذه القضية من أبرز القضايا التي تعيق الوحدة المسيحية سيّما مع الكنائس الأرثوذكسية الشرقية والكنيسة اللوثرية.

#### القرون الأولى والقرون الوسطى
أولية كرسي روما وتقدّمه على سائر الكراسي الأسقفية في العالم أمر تناوله عدد من آباء الكنيسة، إذ أسماها القديس أغناطيوس «المتقدمة في المحبة» وأسماها إيريناوس «المنشأ الأكثر اقتدارًا» في حين وجدها القديس قبريانوس «الكنيسة الأصلية». وقدم ترتليان قرابة العام 200 شهادة ضمن كتابه «في الأنظمة» حول مكانة كنيسة روما ومما جاء فيه: «يا لها من كنيسة سعيدة! فقد أراق الرسل كل معتقد لهم مجبولاً بدمهم فيها»، وفي الكتاب نفسه يصف إيمانها القويم بأنه «متجدد بالروح القدس»، في حين يسمي يوستيانوس في كتابه «دستور أباطرة بيزنطة» في القرن الخامس البابا بأنه «الأول بين جميع الكهنة».
وفي مجمع نيقية اعترف بروما على أنها واحدة من الأسقفيات القديمة ذات الامتياز الثلاث إلى جانب أنطاكية والإسكندرية، واستند آباء المجمع النيقاوي كما جاء في بنوده إلى «تقليد قديم» سابق للمجمع في هذا التحديد. غير أن المجمع قد ركّز للبطاركة سلطة إدارية على الأساقفة الداخلين في النطاق البطريركي فقط، وكانت حصة روما أكبر من أنطاكية والإسكندرية من ناحية الحجم إذ شملت الأراضي الممتدة من تركيا وحتى إسبانيا بما فيها تونس وحتى المغرب في شمال أفريقيا. كما حافظ المجمع على تقدّم كرسي روما دون تحديد ماهية هذا التقديم، إذ حتى سلطة البطاركة كانت محدودة بسلطة المتروبوليتيين في كثير من المواضيع على رأسها تعيين الأساقفة.
لاحقًا في مجمع أفسس ومجمع خلقيدونية أقرّ استحداث بطريركيتين في القدس والقسطنطينية، وأعيد إقرار أولية روما على أن تليها القسطنطينية شرفيًا، وفي مجمع أفسس عام 431 أسمى المجتمعون البابا كاليستوس «حارس الإيمان» و«بولس الثاني»؛ وفي عام 451 حين قرأت رسالة البابا ليون الأول في مجمع خلقيدونية والتي حازت رضا المجمع، سمى فيها البابا روما «هامة جميع الكنائس» وأسماه الموفدون البابويون «رئيس أساقفة جميع الكنائس» دون أن تثير هذه العبارة أي امتعاض أو جدل داخل المجمع.
فخلال القرون الأولى فإن سلطة البابا كانت ثلاثيّة مركبة من سلطة أسقف في روما، وبطريرك في أوروبا مع السلطة العامة الناجمة عن أوليته، تكمن في «حفظ الإيمان»، «حل المشكلات الخطيرة التي تعجز الأبرشيات عن حلها»، بحسب رأي المفكرين الكاثوليك. ويرى البابا ليون الأول في القرن الخامس أنه «يتوجب على جميع الكنائس أن تتفق بانسجام مع كنيسة روما فيما يخصّ الإيمان والعقيدة». ولعلّ مراسلات البابا غريغوري الأول التي تعود إلى القرن السادس مع بابا الإسكندرية خير دليل أن سلطة البابا في الكنيسة الجامعة هي أولية شرفيّة مصحوبة بامتيازات حفظ الإيمان وحل المشاكل دون التعدي على استقلال الكنائس المحليّة والأبرشيات.
غير أن القرون الوسطى وما حملته من ترسيخ للدور السياسي للبابوية في حياة أوروبا، دفعت حكمًا للمارسات أكثر مركزية على الصعيد الديني أيضًا في الغرب، سيّما مع نشوء الرهبنات الكبيرة وانتشار المسيحية في شمال القارة وزيادة عدد الأبرشيات. وكان تنامي هذا الدور السبب الأول في الانشقاق العظيم عام 1054 مع بطريركية القسطنطينية المسكونية وكان من مضاعفاته إصدار غريغوري السابع رسالته العامة «امتيازات البابا» التي جعل بموجبها من حق البابا إقالة المطارنة والدعوة لعقد المجامع واستحداث الأبرشيات الجديدة ودمج القديمة، وعلى الصعيد السياسي قال البابا أن للحبر الأعظم حق إقالة الأباطرة. وبعدها بقرن، أصدر بونيفاس الثامن رسالة عامة أخرى أسماها «واحدة، مقدسة» عزز بها من امتيازات البابا أيضًا، وهو ما أعاد تنظيمه المجمع الفاتيكاني الأول في القرن التاسع عشر.

#### المجمع الفاتيكاني الأول
في 18 يوليو 1870 أذيع رسميًا دستور «الراعي الأزلي» وهو ختام أعمال المجمع الفاتيكاني الأول وكان أهم ما جاء فيه «أوليّة البابا في السلطة المطلقة» و«عصمة البابا في الشؤون الإيمانية». ترافق إعلان الدستور مع بلوغ التيار المسمّى اصطلاحًا «البابوية المتطرفة» ذورة نشاطه في الكنيسة الكاثوليكية؛ أما هذا التيار الذي نشط خلال القرن التاسع عشر وكان من أنصاره عدد وافر من لاهوتي الكنيسة فقد نادى بسلطة البابا المطلقة على الكنيسة والتي لا يحدها أي حد؛ حتى فيما يخصّ العصمة العامة التي نسبت لمصفّ الأساقفة عند تحديدهم «العقائد الإيمانية» وغالبًا ما يتم ذلك في المجامع المسكونية، فقد سعى التيار إلى التركيز على مصطلح «عصمة منفصلة» للتأكيد أن عصمة البابا هي مختلفة عن تلك التي يتمتع بها مصف الأساقفة مجتمعًا. وإن كان المجمع قد أناط العصمة والإلزام لقرارات البابا عندما يتلكم «من على السدّة البطرسيّة» فإن الميل العام لتيار البابوية المتطرفة كان تجاه إلزام جميع قرارات البابا وعصمتها، غير أن ذلك لم يمرّ في المجمع؛ وإن دعا بيوس الثاني عشر عام 1950 إلى وضع «مقررات وأحكام خليفة بطرس التي يحددها في الرسائل العامة موضع تنفيذ حتى وإن لم يكن يتكلم من على السدة».

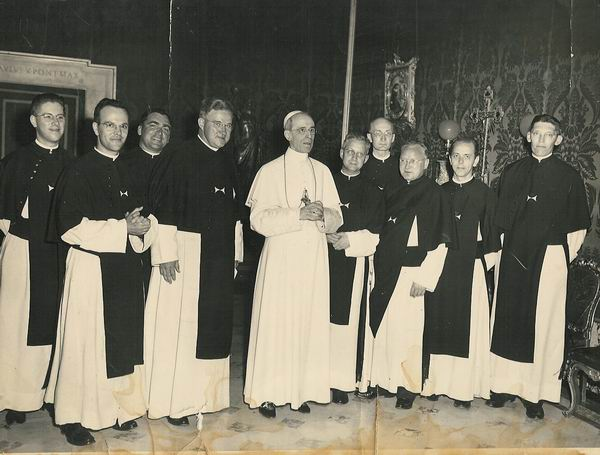
البابا بيوس الثاني عشر محاطًا بوفد من الكهنة، ويعتبر البابا بيوس الثاني عشر من أكثر البابوات دعمًا لفكرة المركزيّة البابوية المطلقة.

يتفق أغلب المؤرخين أن حروب توحيد إيطاليا وسقوط الدولة البابوية والاضطهاد الذي لاقاه البابا بيوس التاسع فضلاً عن «شخصيته الساحرة التي اكتسبت تعاطفًا واسعًا في الشارع الكاثوليكي نتيجة ما لاقته من آلام» هو ما ساعد في إنشاء مركزية مطبقة في الكنيسة الكاثوليكية؛ فمقابل انهيار السلطة الزمنيّة حصّل البابا سلطة إدارية مطلقة في الكنيسة، وإن كانت هذه السلطة قد تنامت باطراد منذ القرون الوسطى. ويرى الراهب الدومنيكاني واللاهوتي ج. تيار أنه على الرغم من ذلك فإن دستور «الراعي الأزلي» والذي تولى إعداده يسوعيو روما ليس شديد الميل نحو تيار البابوية المتطرفة، إذ إن أقلية فاعلة معارضة للتيار المذكور قد نشطت داخل المجمع وشاركت في صياغته وأشبعته دراسة وانتقاءً للمفرادت، ومجمل وجهة نظره أن دستور الراعي الأزلي هو نص دقيق قد فسرته ذهنية «البابوية المتطرفة».
ينصّ الدستور على أولية السلطة البابوية على الكنيسة برمتها لكنه يشير أيضًا إلى أن هذه السلطة «لا تعيق البتة سلطة الولاية الأسقفية العادية والمباشرة التي بفضلها يرعى ويسوس كراع حقيقي كل من الأساقفة الذين أقامهم الروح القدس خلفاءً للرسل القطيع الموكول إليهم». وسوى ذلك، فإن أولية البابا في ممارسته لسلطته بوصفه «رئيس الكنيسة» قد أوضحت النصوص التفسيرية الملحقة بالمجمع حدودها وهي حين يستخدم سلطته في «الهدم في في بناء الكنيسة» وبشكل صريح فإنه «قد أوليت لبطرس وخلفاءه سلطة كاملة وعليا في الكنيسة. كاملة أي أنها لا تحد بأي سلطة بشرية تعلوها، ولكن فقط بالحق الطبيعي والإلهي». أي أن الحق الإلهي هو المنصوص عنه في الكتاب المقدس والطبيعي طبقًا للفلسفة الطبيعية والتقاليد الرسولية هي حدود السلطة البابوية ضمنيًا. رغم ذلك، فإن الممارسة على الأرض برأي تيار وسواه لم تكن سوى بابوية كرست سلطة البابا المركزيّة وحوّلت الأساقفة إلى نواب له في الأبرشيات.

#### المجمع الفاتيكاني الثاني

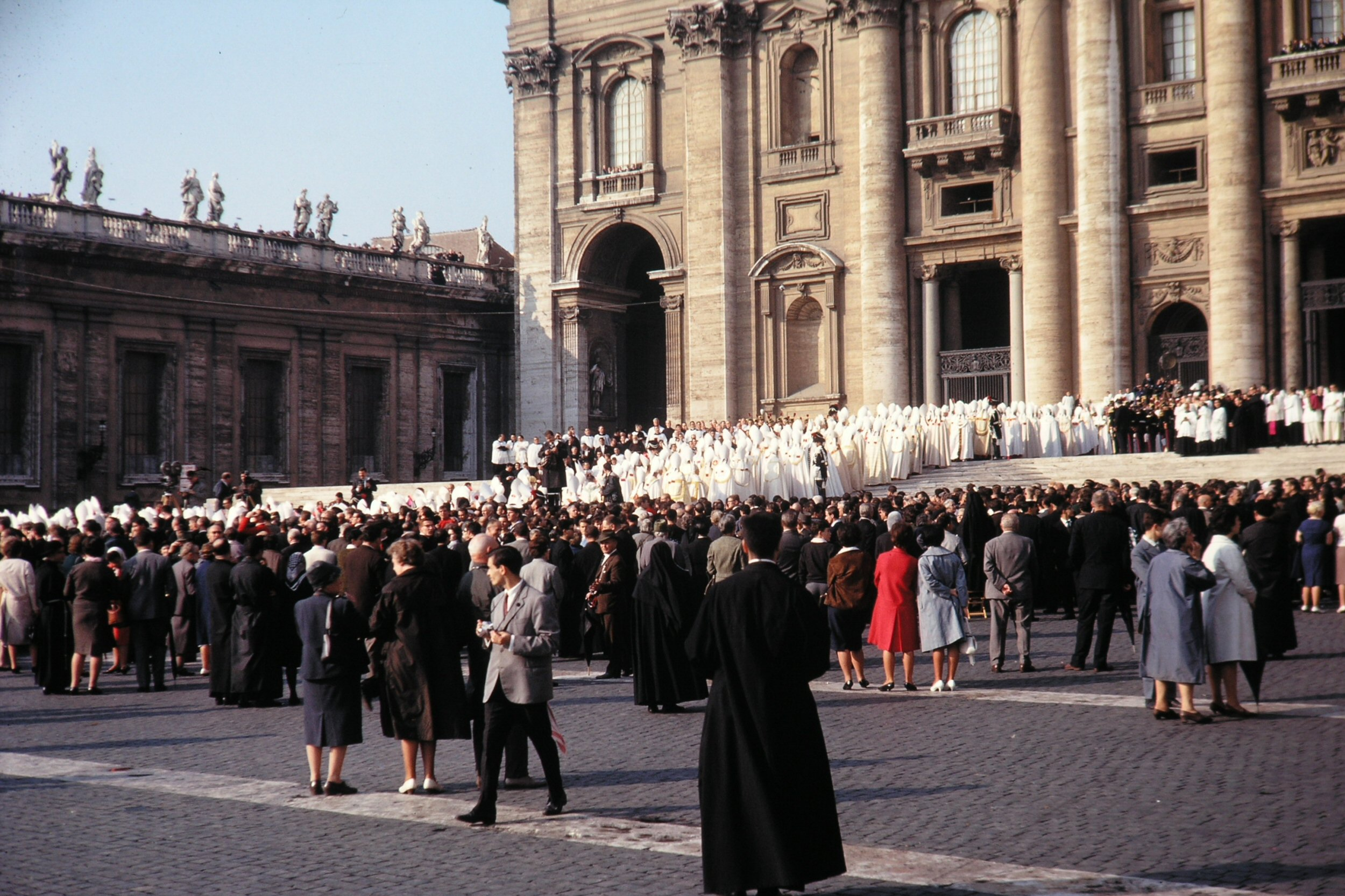
افتتاح الدورة الثانية من أعمال المجمع الفاتيكاني الثاني عام 1963 برئاسة البابا بولس السادس.

يعتبر دستور نور الأمم الصادر عن المجمع الفاتيكاني الثاني الوثيقة المنظمة لسلطة البابا في الكنيسة وعلاقته مع الأساقفة. وهو قد استشهد بالكلمات نفسها التي وردت في دستور «الراعي الأزلي» من حيث وصف البابا بأنه: «يتمتع في كنيسة المسيح بالسلطة العليا والكاملة والمباشرة والشاملة للعناية بالأنفس»، وكذلك فلكونه «راعي جميع المؤمنين» فهو «يملك على كل الكنائس أولية سلطان عادي». ورغم التطابق بين رؤية المجمعين نحو مركزية سلطة البابا وشموليتها، فكثيرة هي التغييرات بين رؤية المجمعين سيّما أن التيار الذي كان أغلبية في المجمع الأول قد أصبح أقلية في المجمع الثاني، وأبرز «التطورات» بين الرؤيتين تتعلق بأن المجمع الفاتيكاني الثاني قد انطلق من الأساقفة وصولاً إلى البابا بينما انطلق المجمع الفاتيكاني الأول من البابا نحو الأساقفة. أي أن المجمع عندما يعلن أن الأساقفة هم «كلهم أساس الكنيسة الجامعة» و«خلفاء الرسل» و«نواب المسيح» و«من يتولى إدارة بيت الله الحي»، فهو بالتالي لا يحدد وظيفتهم كنواب للبابا بل كرعاة فعليين لأبرشياتهم على رأسهم البابا الذي أنشأ به المسيح «أساسًا دائمًا ومرئيًا لوجدة الإيمان والشركة».
وبالتالي، فإن أوليّة السلطة البابوية كما أعاد تفسيرها دستور «نور العالم» تكرّس لخدمة «الوحدة والشراكة»، فسلطة البابا هي سلطة أسقف وعندما يستقيل يكفّ عن كونه البابا لكنه يستمر دومًا بصفة الأسقف التي لا تمحى وفق القواعد الرسوليّة. وبالتالي أيضًا، فإن سلطة البابا هي فقط سلطة أسقف ولكنه ولكونه خليفة القديس بطرس له صلاحيات خاصة لحفظ إيمان الكنائس المحليّة ووحدتها وشراكتها مع الكنيسة الجامعة، كما سعى المجمع إلى تعميق دور الكنائس المحلية والمجالس الأسقفية على مستوى البلدان والقارات. لكن بحسب رأي الكثيرين فإنه لا خلاف بين المجمعين من حيث التطبيق، فلا تزال سلطة البابا مطلقة في تعيين الأساقفة وإقالتهم وكذلك الكرادلة، وسوى ذلك فإن وثيقة سينودس الأساقفة الصادرة عام 1969 نصّت على «تنسيق وإدارة البابا لكل نشاط كنسي».

## انتخاب البابا
تعتبر طريقة انتخاب البابا طريقة معقدة بعض الشيء، ومرت بمراحل عديدة من التطور، فقد عدل نظام انتخاب البابا ثلاثًا وخمسين مرة خلال العشرين قرنًا من تاريخ الفاتيكان، وآخر إرشاد رسولي أو قانون ينظم عملية الانتخاب صدر عام 1996 خلال حبرية يوحنا بولس الثاني.
الطريقة الأولى هي اختيار البابوات من سابقيهم، أي أن البابا يسمي في وصيته الأخيرة أحد الأساقفة لخلافته، وعلى الرغم من أن هذه الطريقة لم يعد معمولاً بها فلا يزال البابا يقترح أحد الكرادلة كخليفة له، لكن الكرادلة في ظل قوانين اليوم غير ملزمين بأخذ الترشيح من البابا السابق؛ ألغيت الطريقة الأولى عقب مجمع نيقية عام 325 حيث ألزم المجمع أن يتم انتخاب رؤساء الأساقفة انتخابًا لا أن يتم تعينهم تعيينًا. ولما كان البابا وهو أسقف روما، رئيس أساقفة فلم تعد الطريقة الأولى تجدي نفعًا وأخذت تتم عمليات انتخاب من بين الأساقفة.

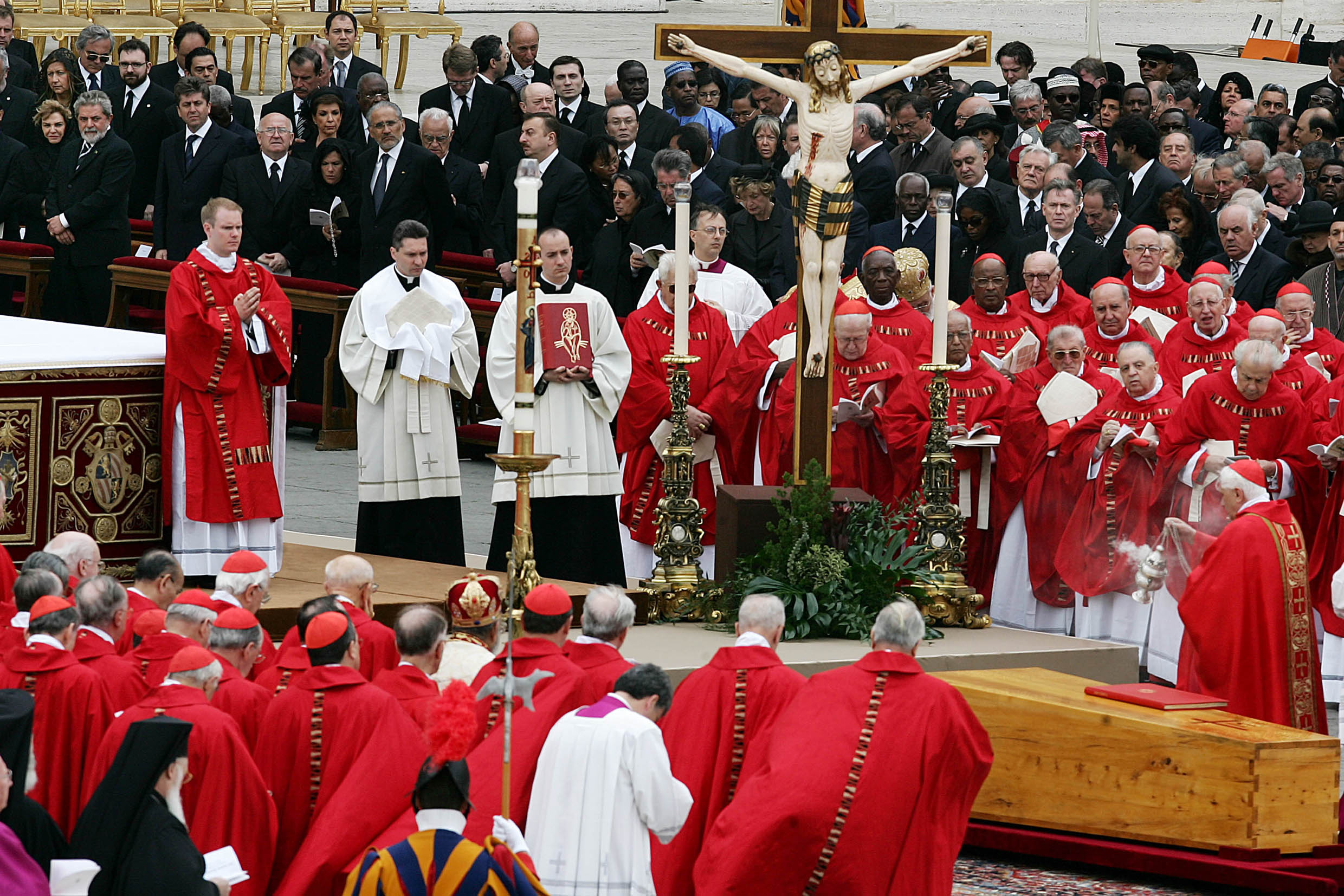
من جنازة البابا الراحل يوحنا بولس الثاني في ساحة القديس بطرس عام 2005.

لكن انتشار الدين المسيحي بسرعة في أوروبا وتزايد عدد الأساقفة دفع الفاتيكان لاستحداث منصب جديد عام 1180 هو منصب الكاردينال، أي المرشح الرئيسي، والكرادلة بهذا المعنى هم الناخبون والمرشحون لانتخاب البابا، بدلاً من الأساقفة، وقد عدل عدد أعضاء مجمع الكرادلة المقدس عددًا من المرات فهو بدء باثنين وسبعين كاردينالاً إشارة إلى السنهدرين الذي أنشأه موسى وكان مؤلفًا من هذا العدد ورفعه أخيرًا يوحنا بولس الثاني إلى مائة وعشرين، 20 منهم من إيطاليا و28 من أوروبا و21 من أمريكا الجنوبية و14 من أمريكا الشمالية في حين أن حصة آسيا تساوي 11 وكذلك حصة أفريقيا.
أما فكرة أن يتم انتخاب البابا في جلسة سرية مغلقة فهو يعود لسكان مدينة فيتربو وسط إيطاليا بهدف تسريع عملية الانتخاب، خصوصًا أنها من حيث المبدأ قد تطول إلى ما لا نهاية. يروي التاريخ أنه في عام 1247 أدخل سكان المدينة الكرادلة إلى كاتدرائية المدينة وأغلقوا الأبواب ومنعوا أحدًا من الخروج أو الدخول حتى ينتخب الكرادلة البابا، ولا يدخل إليهم إلاّ خبزًا وماءً عن طريق كوة في الجدار. وقد أجدت هذه الطريقة نفعًا إذ انتخب الكرادلة سريعًا خلفًا للبابا كلمنت الرابع بعد شغور دام أربع سنوات؛ لكن قانون عام 1996 قد خفف من شروط الخلوة المغلقة هذه، فجعلها مؤلفة من ثلاث اجتماعات يوميًا بدلاً من أن تكون متواصلة وسمح فيها للكرادلة بالخروج من الكنيسة لكن لم يسمح لهم الخروج من الفاتيكان، كذلك فإن الكرادلة يخضعون للمراقبة إذ يمنع عليهم طوال فترة الانتخاب إجراء أي اتصال بالعالم الخارجي، وذلك لكي «يضعوا الله نصب أعينهم» فقط.
بعد إشهار نبأ وفاة البابا، يوجه عميد مجمع الكرادلة دعوات لكرادلة العالم أجمع للحضور إلى روما على وجه السرعة، وبعد خمسة عشر يومًا من وفاة البابا يجتمع مجلس الكرادلة في الكنيسة السيستينية قرب كاتدرائية القديس بطرس ومشرفة على الساحة المدعوة باسمه؛ وعندما تغلق الأبواب تبدأ عملية الاقتراع، يعتبر مرشحًا كل كاردينال لم يتم الثمانين من العمر في يوم بدأ العملية الاقتراعية، ويحتاج إلى أصوات الثلثين من الكرادلة خلال الأيام الثلاثة الأولى ثم الأغلبية البسيطة، فإذا تعذر ذلك أوجب القانون على عميد مجمع الكرادلة حصر المنافسة في أقرب مرشحين؛ عند حصول أحد الكرادلة على الأصوات اللازمة يعلن انتخاب البابا للعالم الخارجي عن طريق إحراق أوراق الاقتراع بمواد كيميائية خاصة فيتصاعد دخان أبيض من الكنيسة السيستينية؛ وعند نهاية كل عملية انتخابية فاشلة تحرق الأوراق ويتصاعد الدخان الأسود علامة على الفشل في انتخاب البابا؛ ثم يتلقى البابا التهنئة من قبل الكرادلة ويوقع على مرسوم قبول مهامه ويختار اسمًا جديدًا ومن الممكن ألا يقوم بتغيير اسمه، ثم يتوجه عبر شرفة كاتدرائية القديس بطرس ليحي الجماهير في الساحة ويتلو صلاة مباركة المدينة والعالم. وغالبًا ما يكون قداس التنصيب في الأحد الأول الذي يتلو انتخابه.

## الألقاب البابوية
القائمة الرسمية لألقاب البابا في الترتيب التشريفي هي: أسقف روما، نائب يسوع المسيح، خليفة بطرس أمير الرسل، الحبر الأعظم للكنيسة الجامعة، كبير أساقفة المقاطعة الرومانية، سيّد الفاتيكان، خادم خدام الله. الألقاب الأخرى المستخدمة على نطاق واسع هي صاحب القداسة، أو قداسة البابا بشكل عام أو الأب الأقدس.

### البابا، الحبر الأعظم
اللقب الأساسي، أي البابا لا يظهر في القائمة الرسميّة للترتيب التشريفي، ولكن يشيع استخدامها في الوثائق الرسمية، وتظهر بشكل مختصر في التوقيع الحبري، من خلال إضافة حرفي بي. اختصارًا للكلمة. أصل الكلمة المشتق من اليونانية ومن ثم اللاتينية وهو يشير إلى الأب، أطلق في بداية القرن الثالث كمنصب شرفي لأي أسقف في الغرب وفي الشرق كان يستخدم فقط لبطريرك الإسكندرية. البابا مارسيلينوس المتوفى عام 304 هو أول أسقف لروما تتيح المصادر المتوافرة التأكيد بأن لقب بابا كان ملازمًا له؛ ويعود للقرن السادس انحصار استخدام اللقب على أسقف روما وحده في الغرب، وهي ممارسة راسخة منذ ذلك الحين، وجعلت قانونية بوثيقة رسمية من البابا غريغوري السابع يعلن فيها أن لقب بابا محفوظ لأسقف روما وحده. في المسيحية الشرقية حيث يستخدم اللقب أيضًا لبطريرك الإسكندرية، غالبًا ما يشار إلى أسقف روما بأنه «بابا روما» أو «الحبر الروماني»، تمييزًا عن بابا الإسكندرية.
اللقب المرادف عادة للقب البابا هو الحبر الأعظم، وتترجم أيضًا الكاهن الأعلى، هو أيضًا من الألقاب التشريفية الأساسية والأكثر انتشارًا للبابا، اشتقت من اللغة اليونانية التي كتب فيها إنجيل يوحنا للإشارة إلى رئيس مجلس الأحبار اليهود، وباتت في المسيحية الأولى تشير إلى أي أسقف مسيحي، ولكن ومنذ القرن الحادي عشر بات المصطلح يشير على وجه التحديد إلى أسقف روما؛ وغدت من أكثر الألقاب التي استخدمها الباباوات في الإشارة إلى أنفسهم «الحبر الأعظم للكنيسة الجامعة» (باللاتينية: Summus Pontifex Ecclesiae Universalis)، وشاع على وجه الخصوص في النقوش والمباني والتماثيل واللوحات والعملات البابوية، وعادة ما يختصر مجموعة حروف أو حرفي بي. وإم. ورغم وجود بعض الأدلة التي تشير إلى قدم استخدام هذا اللقب، غير أن استعماله الشائع والمنتظم، يعود للقرن الحادي عشر.

### بطريرك الغرب

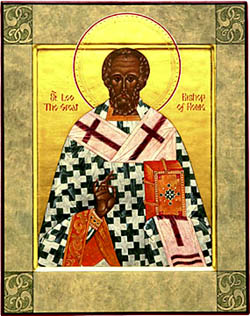
أيقونة أرثوذكسية للبابا ليون الأول الذي خاطبه المجمع الخليقدوني بوصفه «البطريرك المسكوني».

بطريرك الغرب هو أحد الألقاب التشريفية بالبابا غير أن البابا بندكت السادس عشر قد ألغاه من السلسلة الرسمية. كان لقب بطريرك يطلق حصرًا على أسقف أنطاكية، غير أنه شاع استعماله للإشارة إلى الأساقفة الكبار الذين خصّهم مجمع نيقية ومن ثم المجامع اللاحقة وهم خمس أساقفة. لم ينتشر اللقب في روما بشكل واسع، واستخدم لأول مرة بطريقة رسمية في عهد البابا ثيودور الأول عام 642. ولم تضاف إلى القائمة التشريفية الرسمية إلا عام 1863، وتبناه المجمع الفاتيكاني الثاني، وفي وثائقه. يرتبط لقب بطريرك الغرب أيضًا، بلقب «البطريرك المسكوني» وكان أول استعمال له في المجمع الخلقيدوني عام 451، في مخطابة البابا ليون الأول، وتكرر لاحقًا في وثيقة رؤساء أديار القسطنطينية إلى البابا أغابيتس الأول عام 535. وفي قوانين يوستيانوس في القرن السادس أيضًا، أشار إلى أسقف روما هكذا: «صاحب القداسة، رئيس أساقفة المدينة الأولى، روما، وبطريركها». على أن بطريرك القسطنطينية بدوره قد تلقب باللقب ذاته، غير أن البابا بلاجيوس الثاني اعترض عليه، وشدد على سفيره في العاصمة ألا يتصل بيوحنا الصوّام بطريرك القسطنطينية إن هو تمسك باللقب. وهو ما قبل به أخيرًا، الإمبراطور البيزنطي عام 607، حين منح بطاركة القسطنطينية من التلقب بلقب «مسكوني»، وأشار في مرسومه ذاته باعتبار روما «كنيسة جميع الكنائس».

### نائب المسيح، خليفة بطرس
نائب يسوع المسيح (باللاتينية: Vicarius Iesu Christi) هي أول لقب رسمي في سجل التشريف، ويختصر عادة بلفظ «النائب»، ويستخدم عادة للإشارة لرئاسة البابا للكنيسة على الأرض، في حين أن المسيح هو رأس الكنيسة الأرضية - أو المجاهدة - وكذلك الكنيسة المنتصرة - أي تلك التي باتت في السماء - والمتألمة - أي تلك الموجودة في المطهر - وفق العقائد الكاثوليكية. هذه النيابة تأتي بشكل أساسي من إنجيل يوحنا، حين يوكل المسيح رعاية القطيع لبطرس، فالنيابة أو الوكالة محفوظة لبطرس بالاتحاد مع الإثني عشر ولخلفائهم أي البابا متحدًا مع مصفّ الأساقفة.
أقدم استعمال لهذا اللقب موجهًا إلى أسقف روما يعود لمجمع كنسي محلي عقد عام 495 في الإشارة إلى البابا جلاسيوس الأول، ولكن منذ القرن الخامس وحتى القرن التاسع كان اللقب يستخدمه على نطاق واسع الأساقفة الآخرون، وقد استخدم أيضًا من قبل ملوك وقضاة، وأشير إلى الإمبراطور البيزنطي أيضًا في القرنين الخامس والسادس بوصفه نائب المسيح وحامي الدين المسيحي، وقبل ذلك، في القرن الثالث، استخدم ترتليان عبارة «نائب المسيح» للإشارة إلى الروح القدس، إشارة إلى ما ورد في إنجيل يوحنا حول وعد المسيح بإرسال الروح. ولم يعارض الباباوات عدم حصرية استعمال اللقب بشخصهم، فإن البابا إينوسنت الثالث قد بعث برسالة إلى ملك أرمينيا ليون الأول، يشيير به إلى الملك بوصفه نائب المسيح. المجمع الفاتيكاني الثاني، وصف الكهنة بوصفهم «سفراء المسيح» والأساقفة بوصفهم «نواب المسيح»، وهو ما تكرر لاحقًا مع البابا يوحنا بولس الثاني، الفرق هو أن الأساقفة ينوبون عن المسيح في الكنائس المحلية الخاصة بهم، في حين أنّ البابا هو نائب المسيح للكنيسة جمعاء.
يستخدم لقب «خليفة بطرس» أو نائب بطرس أحيانًا (باللاتينية: Vicarius Petri) كم قبل البابا وحده، يشار إلى ذات الصيغة بوصفها خليفة أمير الرسل (باللاتينية: Vicarius Principis Apostolorum) أو نائب الكرسي الرسولي (باللاتينية: Vicarius SEDIS Apostolicae). القديس بونيفاس وصف البابا غريغوري الثاني بوصفه نائب بطرس في القرن الثامن، ولا يزال النص يتلى في كتاب القدّاس الروماني إلى اليوم، ويصفه بنائب بطرس.

### خادم خدام الله
خادم خدام الله وتستخدم أيضًا بمعنى عبد عبيد الله، كانت تستخدم بدورها من قبل كثير من الأساقفة بمن فيهم القديس أوغسطين، واستخدم لأول مرة من قبل البابوية في حبرية البابا القديس غريغوري الأول، غير أن انتشاره الكبير واستخدمه المنتظم بدوره يعود للقرن الثاني عشر، ويستخدم في توقيع الباباوات إن كان في الرسائل العامة أو الوثائق البابوية الهامة.

## مواقع خارجية
لا توجد روابط لمواقع التواصل الاجتماعي.

- البابا - الموسوعة الكاثوليكية (بالإنجليزية).
- البابوية - الموسوعة البريطانية (بالإنجليزية).
- صفحة البابا - موقع الكرسي الرسولي (بالإنجليزية).
- وثائق بابوية (بالإنجليزية).